# Grünfuß-Teichhuhn
Als Grünfuß-Teichhuhn (Tribonyx mortierii, Syn.: Gallinula mortierii) auch Grünfußpfuhlhuhn oder Tasmanisches Pfuhlhuhn wird ein flugunfähiges Teichhuhn bezeichnet, das in Tasmanien einschließlich einiger Nebeninseln lebt.

## Ernährung und Lebensräume
Grünfuß-Teichhuhner wiegen etwa 400 g. Sie ernähren sich überwiegend von Blättern und Samen. Sie besiedeln unterschiedliche Lebensräume wie offene Felder und Weiden, Süßwasserfeuchtgebiete. Es benötigt Wiesen mit kurzem Gras zur Futtersuche und ist heutzutage von durch eingeführte Arten wie Schafe, Rinder und Kaninchen beweidete Flächen abhängig. Früher entstanden geeignete Lebensräume durch Feuer und grasende Beuteltiere.

## Bedrohungsstatus
Sie sind flugunfähig, was sie für eingeführte Beutegreifer verletzlich macht. Dennoch ist die Art noch sehr zahlreich vorhanden und wird als landwirtschaftlicher Schädling betrachtet. Der weltweite Lebensraum umfasst 20.000 bis 50.000 km²; das Grünfuß-Teichhuhn wird bis jetzt noch nicht für gefährdet gehalten. Die eingeführten Füchse sind möglicherweise eine Bedrohung für die Art, auch wenn sie jetzt (2007) noch selten sind.
Ursprünglich gab es sie auch auf dem Festland in Australien, sie starben jedoch vor etwa 4.700 Jahren etwa zu der Zeit aus, als der Dingo in Australien einwanderte. Seitdem gibt es das Tier nur noch auf Tasmanien und vorgelagerten Inseln.

## Jungenaufzucht und Revierverhalten

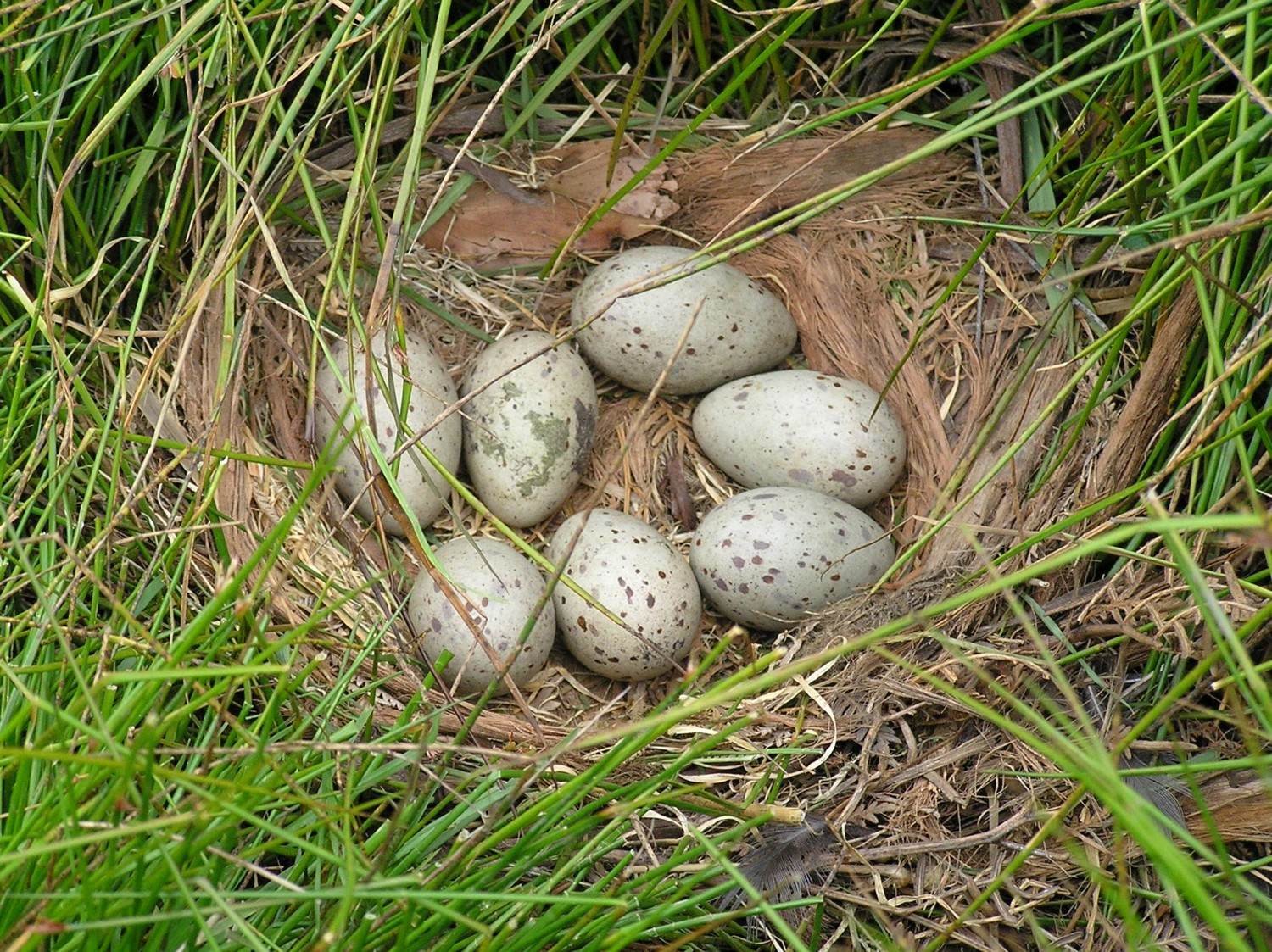
Nest mit Eiern des Grünfuß-Teichhuhnes

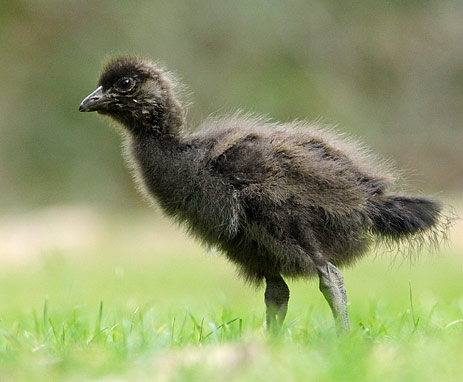
Küken des Grünfuß-Teichhuhnes

Grünfußpfuhlhühner betreuen oft zu mehreren ein Nest. Dabei gibt es sowohl einfache Paare, als auch Gruppen mit mehreren fruchtbaren Männchen, als auch Gruppen, wo mehrere Weibchen Eier legen. Die Gelegegröße hängt von der Zahl der Weibchen ab, da sie ihre Eier alle in dasselbe Nest legen. Die Größe der Gruppe variiert zwischen zwei und 13 erwachsenen Tieren. Bei Tieren, die gemeinsam brüten, sind Tiere desselben Geschlechts meist miteinander verwandt.
Der Beitrag einzelner Tiere zu den Gelegen ist sehr unterschiedlich. Jungtiere der letzten beiden Jahre helfen oft bei der Jungenaufzucht, ohne zu den Gelegen beizutragen.
Wenn die Nahrung reichlich vorhanden ist, legen Grünfußpfuhlhühner nicht nur – wie durchschnittlich – fünf Eier einmal im Jahr, sondern neun bis zehn Eier zweimal jährlich. Sie haben viele Feinde wie Beutelteufel, Raben, Weihen und Adler. Der Bruterfolg hängt deshalb stark von der Entfernung zwischen Wiese zur Nahrungssuche und Dickicht als Versteck ab.
Dieselbe Gruppe besetzt ihr Brutterritorium über mehrere Jahre hinweg. Tiere an besonders guten Brutplätzen sind bei der Jungenaufzucht so erfolgreich, dass ihre Nachkommen nach und nach zusätzlich benachbarte Reviere besetzen.

## Etymologie und Forschungsgeschichte
Die Erstbeschreibung des Grünfuß-Teichhuhns erfolgte 1840 durch Bernard Amé Léonard Du Bus de Gisignies unter dem wissenschaftlichen Namen Tribonyx Mortierii. Das  Typusexemplar stammte aus Australien (damals Neuholland) und befand sich im Museum von Tournai. Mit der Art führte er die neue Gattung Tribonyx ein. Dieses Wort leitet sich vom griechischen »tribō τριβω« für weg spreizen und »onyx, onykhos τριβω, ονυχος« für Kralle ab. Der Artname mortierii ist seinem Freund Barthélemy Charles Joseph Dumortier gewidmet, der damals Direktor des Museums von Tournai war.